# Allegoria dell'Immacolata Concezione
L'Allegoria dell'Immacolata Concezione di Girolamo Mazzola Bedoli è un dipinto ad olio su tela incollata su tavola (365 x 210 cm) eseguito tra il 1533 e il 1536 e conservato presso la Galleria nazionale di Parma.

## Storia
La grande pala è ricordata da Vasari che cita il dipinto nella sua opera, le Vite de' più eccellenti architetti, pittori e scultori: "In Parma a i frati di San Francesco conventuali fece la tavola dell'altar maggiore, dentrovi Gioacchino cacciato dal tempio, con molte figure".
La tavola venne commissionata, proprio come ricorda lo stesso Vasari, dalla confraternita della Concezione, presso la chiesa di San Francesco del Prato a Parma, a suo suocero Ilario Mazzola, capo della bottega dei Mazzola, e a suo genero Girolamo Bedoli, ma solo quest'ultimo la dipinse. La stessa compagnia volle la realizzazione dell'ancona lignea che supporta il dipinto commissionandola a Giovan Francesco Zucchi, il quale la eseguì su disegno dello stesso pittore. Grazie ai documenti che ci sono pervenuti, sappiamo che l'opera fu terminata sicuramente entro il dicembre del 1537 e che il saldo finale per l'intero lavoro, pagato nel 1539 fu di 100 lire. Venne collocata nell'Oratorio dell'Immacolata Concezione, all'epoca cappella della chiesa di San Francesco. A seguito delle soppressioni napoleoniche venne trasportata in Francia nel 1803 e ritornò a Parma nel 1815; all'inizio dell'anno seguente fu collocata in Galleria. La cornice, invece, venne separata dall'opera nel 1813 e collocata nella chiesa della Santissima Trinità. Solamente nel 1893 su suggerimento di Ricci cornice e dipinto vennero riunite ed esposte assieme nella Galleria.

## Descrizione
Possiamo analizzare l'opera dividendola verticalmente in due parti: in alto, fra le nubi e una gloria di angeli, è raffigurata Maria, simbolo e metafora della Madre Chiesa. Nella parte inferiore sono raffigurati molti personaggi posti tra le rovine di un'architettura classica: in basso in primo piano si vede un uomo seduto su una balaustra, con davanti un cesto con due colombe, figura in cui è stato tradizionalmente riconosciuto il pittore stesso. In secondo piano si distinguono due gruppi di persone in movimento e, dietro di loro, emergono due statue raffiguranti Adamo ed Eva, simboli del peccato originale. Il significato dell'opera, fortemente allegorico, è stato oggetto di diverse interpretazioni. Nel catalogo della Galleria del 1896 Corrado Ricci propone di individuare nel gruppo sulla sinistra l'imperatore Augusto e la sibilla Tiburtina, vista di spalle, che indica con una mano la Vergine in gloria; al centro dell'opera di spalle, è rappresentato Gioachino, sposo di Anna, cacciato dal tempio a causa della sua sterilità. Il Bedoli, rispettando le richieste della committenza francescana intese rappresentare l'immagine dell'Immacolata Concezione come simbolo di Sapienza, un significato che trova ulteriore conferma nelle scritte che si leggono sull'ancona lignea tratte dal libro dei Proverbi (cap. 8).